# Gerald Ashworth
Pour les articles homonymes, voir Ashworth.
Gerald ("Jerry") Howard Ashworth (né le 1er mai 1942 à Haverhill (Massachusetts)) est un athlète américain, spécialiste du sprint.
Il remporte la médaille d'or lors des Jeux olympiques de Tokyo en 1964 en étant le deuxième relayeur de l'équipe américaine du 4 × 100 m, composée également par Paul Drayton, Richard Stebbins et Bob Hayes. Ils battent le record du monde en 39 s 0.